# یواس‌اس رالت (ای‌کی‌ای-۹۹)
یواس‌اس رالت (ای‌کی‌ای-۹۹) (به انگلیسی: USS Rolette (AKA-99)) یک کشتی بود که طول آن ۴۵۹ فوت ۲ اینچ (۱۳۹٫۹۵ متر) بود. این کشتی در سال ۱۹۴۵ ساخته شد.